# رقص با ماه
رقص با ماه فیلمی ناتمام به کارگردانی عبدالرضا کاهانی محصول سال ۱۳۸۴ است.

## خلاصه داستان
جوانی نابینا به نام هاشم از راه حضور در مهمانی‌ها به عنوان رقاص گذران می‌کند…